# Ophiopenia tetracantha
Ophiopenia tetracantha är en ormstjärneart som beskrevs av Hubert Lyman Clark 1911. Ophiopenia tetracantha ingår i släktet Ophiopenia och familjen fransormstjärnor. Inga underarter finns listade i Catalogue of Life.